# Thanos
Thanos (UK: /ˈθænɒs/, US: /ˈθænoʊs/) là một siêu ác nhân hư cấu xuất hiện trong sách truyện tranh của Mỹ do Marvel Comics xuất bản. Được tạo ra bởi nhà văn Mike Friedrich và Jim Starlin, nhân vật lần đầu tiên xuất hiện trong Iron Man #55 (tháng 2 năm 1973). Nhân vật xuất hiện trong các bộ phim khác nhau trong Vũ trụ Điện ảnh Marvel, gồm có Biệt đội siêu anh hùng (2012), Vệ binh dải Ngân Hà (2014), Avengers: Đế chế Ultron (2015), Avengers: Cuộc chiến vô cực (2018) và xuất hiện gần đây trong Avengers: Hồi kết ra mắt vào ngày 26 tháng 4 năm 2019 tại Hoa Kỳ.
Thanos là siêu ác nhân mạnh nhất trong Vũ trụ Marvel và đã đụng độ với nhiều siêu anh hùng bao gồm Avengers, Vệ binh dải ngân hà, Fantastic Four và X-Men. Nhân vật này cũng đã xuất hiện trong nhiều bộ phim chuyển thể từ truyện tranh, bao gồm loạt phim hoạt hình, Arcade Game và trò chơi điện tử.

## Tiểu sử
Thanos được sinh ra trên hành tinh Titan bởi cặp vợ chồng A'lars và Sui-san, những hậu duệ đầu tiên của dòng giống Eternal trên hành tinh ấy. Tuy nhiên, khác với giống loài, Thanos lại mang trong mình gen đột biến Deviant nên nước da của hắn trở nên xám xịt, thân hình cục mịch, thô lỗ. Tự ti với ngoại hình của mình, hắn sống trong một tuổi thơ cô độc và lặng lẽ, tách biệt hẳn với cộng đồng ở quê hương.
Sốc vì sự xuất hiện của anh ta và niềm tin rằng anh ta sẽ hủy diệt tất cả sự sống trong vũ trụ, Sui-San đã cố gắng giết anh ta, nhưng cô đã bị A'lars chặn lại. Trong những năm đi học, Thanos là một người theo chủ nghĩa hòa bình và sẽ chỉ chơi với anh trai Eros và thú cưng của hắn. Đến tuổi thiếu niên, Thanos đã trở nên say mê với chủ nghĩa hư vô và cái chết, tôn thờ và cuối cùng rơi vào tình yêu với hiện thân vật lý của cái chết, Mistress Death.  Khi trưởng thành, Thanos tăng cường sức mạnh thông qua kiến thức khoa học vượt trội của mình. Hắn cũng đã cố gắng tạo ra một cuộc sống mới cho mình bằng cách thuê nhiều trẻ em cũng như trở thành cướp biển. Hắn ta không tìm thấy sự thỏa mãn nào cho đến khi hắn được gặp lại bởi Mistress Death, người mà hắn ta giết chết con cháu và thuyền trưởng cướp biển của hắn.

## Sức mạnh và khả năng
- Siêu sức mạnh: Mạnh gấp nhiều lần so với Ultron.
- Khả năng cận chiến xuất sắc, tay không đấu ngang cơ Odin và đánh bại Galactus.
- Siêu thể lực: Sở hữu sức bền vô hạn, cơ thể không bao giờ mệt mỏi.
- Siêu thông minh: Kiến thức và tầm hiểu biết của Thanos đã vượt qua giới hạn của sinh vật bình thường, là sinh vật thông thái nhất trên hành tinh của hắn và là một trong những sinh vật trí tuệ nhất vũ trụ.
- Sức chịu đựng: Sau một lần chết và được hồi sinh bởi Mistress Death, cơ thể của Thanos trở nên bất hoại. Hắn có thể chịu được nhiều loại sát thương khác nhau, kể cả đòn ngoại cảm. Chống lại được các bệnh tật. Tuy nhiên, khả năng này không phải là vô hạn. Hắn cũng không thể tự mọc lại các bộ phận cơ thể nếu bị cắt đứt.
- Siêu tốc độ: Phản xạ và tốc độ lớn gấp nhiều lần giới hạn của người phàm trần cũng như người dân trên hành tinh hắn.
- Thao túng năng lượng, vật chất, thực tại: Thanos có khả năng tạo ra lá chắn dựa trên trường lực. Bên cạnh đó, Thanos có thể điều khiển vật chất, các yếu tố tự nhiên và cả thực tại một cách giới hạn.
- Khi kết hợp với Infinity Gauntlet (Găng tay vô cực), sức mạnh của Thanos được nhân lên gấp nhiều lần, dễ dàng đánh bại các nhóm siêu anh hùng cùng nhiều thực thể vũ trụ hùng mạnh. Chỉ bằng một cái búng tay mà ông ta đã dễ dàng xóa sổ một nửa sự sống trong vũ trụ.
- Khi kết hợp với Heart of Universe (Trái tim Vũ trụ), Thanos trở thành sinh vật mạnh nhất vũ trụ.

## TrongVũ trụ Điện ảnh Marvel
- Trong Biệt đội siêu anh hùng (2012), Thanos xuất hiện trong vai trò vai diễn khách mời trong cảnh giữa phần Cảnh hậu danh đề. Damion Poitier (được coi là Người đàn ông số 1) miêu tả Thanos là ân nhân bí ẩn của Loki.[6][7]
- Thanos xuất hiện trong Vệ binh dải Ngân Hà (2014). Phim cũng giới thiệu ông là cha nuôi của Gamora và Nebula.[8] Josh Brolin là người đóng vai (thông qua Ghi hình chuyển động) nhân vật Thanos.[8][9] Thanos ban đầu sẽ có vai trò lớn hơn trong Guardians of the Galaxy. Nhưng Joss Whedon cảm thấy rằng nhân vật cần được xâu chuỗi nhẹ nhàng hơn.[10]
- Trong Avengers: Đế chế Ultron (2015), Thanos xuất hiện trong vai trò vai diễn khách mời trong cảnh giữa trong phần Cảnh hậu danh đề. [a] Brolin lặp lại vai trò không được công nhận của mình.
- Trong Avengers: Cuộc chiến vô cực (2018), Thanos tiếp tục được Brolin đóng vai.[13][14] Trong phim, đích thân Thanos thu thập đủ sáu viên đá vô cực để lắp chúng vào găng tay vô cực, sử dụng chúng để xóa sổ một nửa sự sống trong vũ trụ. Bất chấp nỗ lực của các siêu anh hùng, Thanos vẫn thực hiện được ý định của mình, khiến không ít siêu anh hùng cũng trở thành nạn nhân. Động cơ của ông (được thay đổi so với nguyên tác truyện tranh) tới đây cũng được tiết lộ: ông từng đề xuất giết một nửa số dân không phân biệt trên hành tinh Titan để đối phó tình trạng bùng nổ dân số, nhưng không được chấp thuận và bị gán biệt danh là The Mad Titan. Vì vậy, ông quyết tâm dùng giải pháp trên để "cứu" vũ trụ khỏi chịu chung kết cục tuyệt diệt sự sống như quê hương ông.
- Brolin tiếp tục đóng vai Thanos trong Avengers: Endgame, ra mắt toàn cầu vào ngày 26 tháng 4 năm 2019.[13][14] Ba tuần sau khi xóa sổ sự sống của một nửa vũ trụ, Thanos bị nhóm Avengers còn sống tìm thấy ở hành tinh ẩn cư trong tình trạng rất yếu. Ông tiết lộ đã phá hủy hết các Viên đá Vô Cực để ngăn bất cứ ai sử dụng lần nữa, rồi bị Thor tức giận chém đầu. Năm năm sau, nhóm Avengers thực hiện kế hoạch mới để hồi sinh những người bị xóa sổ: du hành thời gian để lấy những viên đá từ quá khứ. Tuy nhiên, Thanos phiên bản năm 2014 phát hiện ra và sai Nebula quá khứ đưa ông và toàn quân đến tương lai. Ngay khi Bruce Banner (Hulk) đảo ngược thành công sự kiên Snap, Thanos quá khứ đến và tuyên bố sẽ dùng các viên đá để hủy diệt cả vũ trụ và tạo nên một cái mới. Sau một trận chiến kịch liệt, Tony Stark (Iron Man) trộm lại được các viên đá và dùng chúng để tiêu diệt Thanos và toàn quân của ông. Chứng kiến quân mình dần biến mất, Thanos ngồi lặng lẽ chấp nhận thất bại trước khi chính mình tan thành tro bụi.
- Mặc dù Thanos không còn xuất hiện trong các bộ phim sau này, nhưng di sản từ cái búng tay của ông ta vẫn là một vấn đề gây tranh cãi, khi mà một bộ phận người Trái Đất cho rằng việc những người trở về đã "tranh phần" của những người không bị xóa sổ.

## Tiếp nhận
Thanos được xếp thứ 47 trong 100 nhân vật phản diện truyện tranh hàng đầu mọi thời đại của IGN, thứ 22 trong danh sách 100 nhân vật phản diện vĩ đại nhất của Wizard,  và số 21 trong danh sách 25 nhân vật phản diện truyện tranh hay nhất của Complex.
Diễn đàn Reddit có tài khoản tên /r/ThanosDidNothWrong dành riêng để chia sẻ lý thuyết và meme về nhân vật đã trở nên rất phổ biến vào tháng 7 năm 2018 khi dự đoán 'lệnh cấm lớn nhất' trong lịch sử của Reddit trở nên lan truyền. Số lượng người đăng ký đã tăng từ 100.000 người dùng trong tháng 6, lên hơn 700.000 vào ngày 9 tháng 7, dẫn đến hơn 350.000 người dùng bị cấm.
Nhân dịp phim Avengers: Hồi kết được khởi chiếu ở Hoa Kỳ, từ ngày 26 tháng 4 năm 2019, nếu nhập từ khóa "Thanos" trên Google Tìm kiếm, người dùng sẽ thấy biểu tượng Găng tay Vô Cực ở bên phải trong khung trang tóm tắt nhân vật này có link Wikipedia (trên giao diện máy tính) và ở mục đầu tiên của trang tìm kiếm (trên các thiết bị di động). Nhấp vào chiếc găng tay, nó sẽ búng, khiến một nửa danh sách kết quả đang hiển thị biến thành tro bụi và con số kết quả tìm kiếm giảm đi một nửa, tương tự hậu quả của sự kiện Snap đã xảy ra trong phim Avengers: Cuộc chiến vô cực. Người dùng có thể khôi phục giao diện trang bằng cách tải lại trang hoặc nhấp lại vào chiếc găng, chú ý là hiệu ứng cùng với găng tay chỉ xuất hiện trên trang kết quả đầu tiên của từ khóa này.

## Chú giải
1. ↑  Theo Kevin Feige, găng tay vô cưc được thấy ở cuối phim không giống với cái được thấy trong hầm của Odin ở Asgard ở Thor, tiết lộ rằng hai Gauntlets tồn tại trong MCU..[11] Găng tay vô cực ở Asgard được tiết lộ là giả mạo trong Thor: Tận thế Ragnarok.[12]